# Autonomie de Kokand

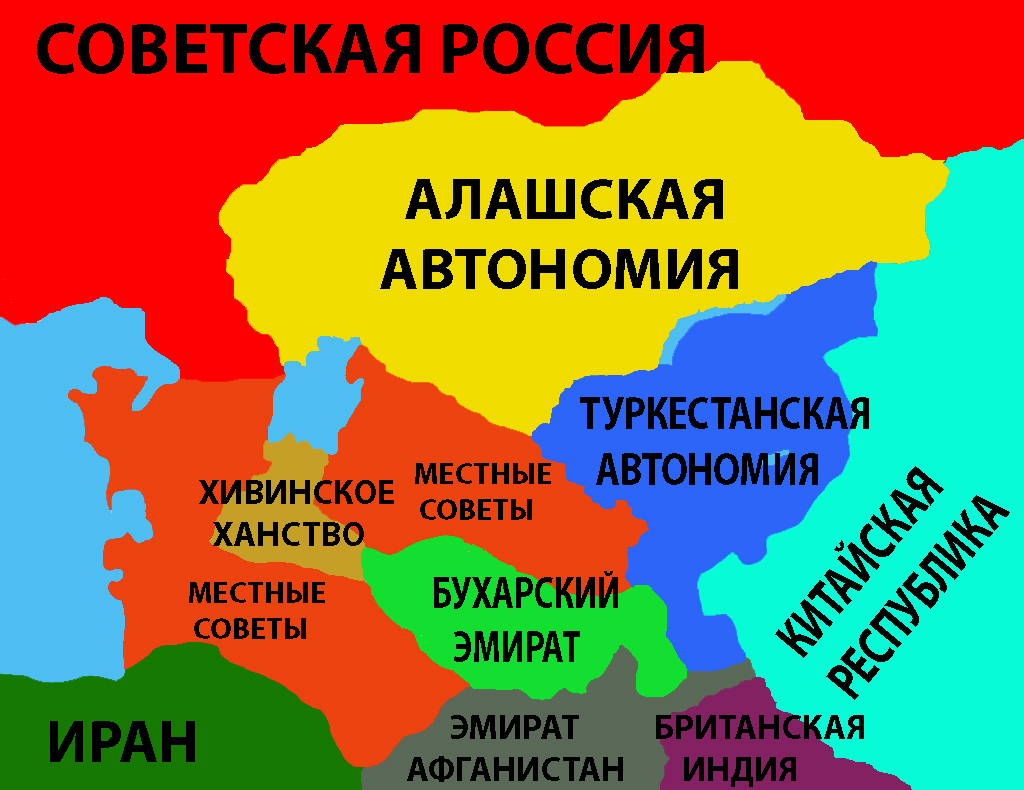
En bleu foncé le Turkestan russe

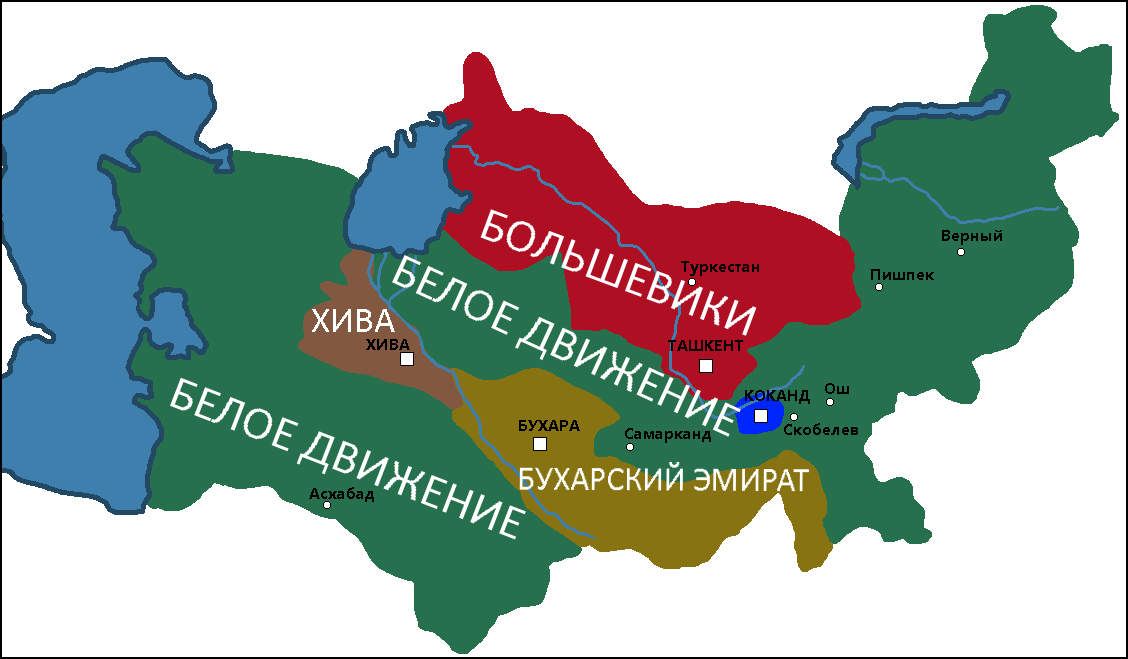
Turkestan 1917. En bleu foncé lAutonomie de Kokand autour de sa capitale

L'autonomie de Kokand ou du Turkestan est un État non reconnu officiellement qui exista du 27 novembre 1917 au 22 février 1918 dans les territoires actuels du Kazakhstan, du Kirghizistan et de l'Ouzbékistan dans les limites du gouvernement général du Turkestan (Turkestan russe). Le gouvernement était dirigé par Moukhamedjan Tynychpaïev (1879-1937), premier ministre, et Moustafa Chokaï (1890-1941), ministre des Affaires étrangères, d'ethnie kazakhe, ainsi que par le colonel Magdi Tanychev, chef des forces armées, d'origine tatare. La capitale se trouvait à Kokand.